# David Torres Ortiz
David Torres Ortiz (nascut el 5 de març de 2003) és un futbolista espanyol que juga com a defensa central del Reial Valladolid a La Liga.

## Carrera de club
Nascut a Valladolid, Castella i Lleó, Torres es va formar al planter del Reial Valladolid. Va debutar com a sènior amb el filial el 25 de setembre de 2021, entrant com a substitut tardà en una derrota a la Primera Divisió RFEF per 4-2 contra la Cultural i Deportiva Leonesa.
Torres va debutar amb el primer equip el 12 de novembre de 2022, com a titular en una victòria fora de casa per 2-0 davant la UD Barbadás, per a la Copa del Rei de la temporada. El seu debut professional va tenir lloc el 4 de gener següent, quan va substituir Juanjo Narváez al final de la derrota per 1-0 contra el Deportivo Alavés, també per a la Copa nacional.
Torres va fer la seva primera aparició a la Lliga el 21 de gener de 2023, començant com a titular en una derrota a domicili per 3-0 davant l'Atlètic de Madrid. El 27 de juliol, després del descens del Valladolid a Segona Divisió, va renovar el contracte fins al 2026 i va ascendir definitivament al primer equip.
El 27 de juliol de 2023, David Torres va ascendir al primer equip del Reial Valladolid CF. Va signar un contracte fins al 2026. L'objectiu per a la temporada 2023-24 era tornar a la primera divisió, que l'equip va perdre la temporada anterior.

## Carrera internacional
El setembre de 2021, David Torres va ser convocat a la selecció espanyola sub-19 per a dos partits amistosos contra Mèxic. Hi va debutar el 3 de setembre, entrant com a suplent al minut 78 d'una victòria per 5-1. Va començar el segon partit el 5 de setembre, que Espanya va guanyar per 3-2.
Aceves va debutar amb la selecció espanyola sub-21 el 13 d'octubre de 2023, en un partit amistós contra l'Uzbekistan. El partit es va jugar al Milliy Stadioni de Taixkent i va acabar amb un empat 0-0. Aceves va entrar com a substitut al descans, en substitució d'Arnau Martínez.

## Vida personal
El pare de Torres, Javier, també era futbolista i defensa. Ell també va jugar al Valladolid.